# 小行星5751
小行星5751（5751 Zao）是一颗围绕太阳公转的小行星。1992年1月5日，小石川正弘在仙台市发现了此天体。
該小行星以日本奧羽山脈的藏王連峰命名。
这颗小行星的绝对星等为25.19137144979184等。